# Идия
Идия или Эйдия (др.-греч. Ἰδυῖα) — в древнегреческой мифологии одна из океанид. Её имя может переводиться как «знание» (либо «знающая», от др.-греч. εἴδω — знать), а некоторые источники называют её «богиней знаний».
Она была дочерью Океана и Тетис (Тефиды) и супругой Ээта (Аэта), царя Колхиды. Дети Идии от Ээта — это Медея, Халкиопа и Апсирт. В ряде источников Апсирт считается сводным братом Медеи и сыном первой жены Ээта.
По словам Аполлония Родосского, Идия (Эйдия) была младшей дочерью Океана и Тефиды и, соответственно, самой молодой из океанид.